# Équipe des États-Unis de hockey sur glace
Cet article traite de l'équipe masculine. Pour l'équipe féminine, voir Équipe des États-Unis féminine de hockey sur glace.
L'équipe des États-Unis de hockey sur glace représente la sélection nationale des meilleurs joueurs américains de hockey sur glace lors des compétitions internationales. Elle est sous la direction de la fédération américaine de hockey sur glace appelée USA Hockey.
Parmi les plus grands succès de l'équipe des États-Unis, on peut compter la victoire aux Jeux olympiques de 1980, surnommée « Miracle sur glace » et la victoire lors de la coupe du monde 1996.

## Effectif
| No    | Nom                | Position       | Club                        |
| ----- | ------------------ | -------------- | --------------------------- |
| +001, | Jeremy Swayman     | Gardien de but | Bruins de Boston            |
| +002, | Jackson LaCombe    | Défenseur      | Ducks d'Anaheim             |
| +006, | Mason Lohrei       | Défenseur      | Bruins de Boston            |
| +007, | Michael Kesselring | Défenseur      | Mammoth de l'Utah           |
| +008, | Zachary Werenski   | Défenseur      | Blue Jackets de Columbus    |
| +009, | Clayton Keller - C | Attaquant      | Mammoth de l'Utah           |
| +010, | Matthew Beniers    | Attaquant      | Kraken de Seattle           |
| +012, | Shane Pinto        | Attaquant      | Sénateurs d'Ottawa          |
| +018, | Drew O'Connor      | Attaquant      | Canucks de Vancouver        |
| +019, | Cutter Gauthier    | Attaquant      | Ducks d'Anaheim             |
| +020, | Andrew Peeke       | Défenseur      | Bruins de Boston            |
| +022, | Isaac Howard       | Attaquant      | Spartans de Michigan State  |
| +023, | Michael Eyssimont  | Attaquant      | Kraken de Seattle           |
| +028, | Zeev Buium         | Défenseur      | Wild du Minnesota           |
| +030, | Hampton Slukynsky  | Gardien de but | Broncos de Western Michigan |
| +035, | Joey Daccord       | Gardien de but | Kraken de Seattle           |
| +043, | William Smith      | Attaquant      | Sharks de San José          |
| +047, | Michael McCarron   | Attaquant      | Predators de Nashville      |
| +072, | Tage Thompson - A  | Attaquant      | Sabres de Buffalo           |
| +073, | Alex Vlasic        | Défenseur      | Blackhawks de Chicago       |
| +076, | Brady Skjei - A    | Défenseur      | Predators de Nashville      |
| +081, | Joshua Doan        | Attaquant      | Mammoth de l'Utah           |
| +083, | Conor Garland      | Attaquant      | Canucks de Vancouver        |
| +091, | Frank Nazar        | Attaquant      | Blackhawks de Chicago       |
| +092, | Logan Cooley       | Attaquant      | Mammoth de l'Utah           |

## Résultats

### Jeux olympiques
- 1920 -
- 1924 -
- 1928 - n'a pas participé
- 1932 -
- 1936 -
- 1940 et 1944 : Seconde Guerre mondiale
- 1948 - 4e place
- 1952 -
- 1956 -
- 1960 -
- 1964 - 5e place
- 1968 - 6e place
- 1972 -
- 1976 - 5e place
- 1980 -
- 1984 - 7e place
- 1988 - 7e place
- 1992 - 4e place
- 1994 - 8e place
- 1998 - 5e place
- 2002 -
- 2006 - 8e place
- 2010 -
- 2014 - 4e place
- 2018 - 7e place
- 2022 - 5e place

### Coupe Canada
La Coupe Canada a été mise en place en 1976 dans le but de rassembler les meilleurs joueurs au monde de hockey sur glace. Afin de permettre à un maximum de joueurs de participer, le tournoi a lieu à chaque fois début septembre, période souvent inactive pour la majeure partie des championnats.
- 1976 - 5e place
- 1981 - 3e place
- 1984 - 3e place
- 1987 - 5e place
- 1991 - 2e place

### Coupe du monde
La Coupe du monde remplace la Coupe Canada à partir de 1996. Les règles distinguent la Coupe du monde et le championnat du monde. En effet, organisée par la Ligue nationale de hockey, la Coupe du monde se joue donc selon les règles propres du championnat nord-américain et non pas selon celles de la Fédération internationale de hockey sur glace.
- 1996 - vainqueur
- 2004 - éliminée en demi-finale
- 2016 - 7e place. Il faut noter que pour la première fois une équipe «Amérique du Nord» est en compétition. Elle regroupe des joueurs américains et canadiens de moins de 23 ans (au 1er octobre), une partie de talents montants américains n'est donc pas dans l'équipe nationale.

### Championnats du monde
Les Jeux olympiques d'hiver tenus entre 1920 et 1968 comptent également comme les championnats du monde . Durant les Jeux Olympiques de 1980, 1984 et 1988 il n'y a pas eu de compétition du tout.
- 1920 -
- 1924 -
- 1931 -
- 1932 -
- 1933 -
- 1934 -
- 1936 -
- 1938 - 7e place
- 1939 -
- 1947 - 5e place
- 1949 -
- 1950 -
- 1951 - 6e place
- 1952 -
- 1955 - 4e place
- 1956 -
- 1958 - 5e place
- 1959 - 4e place
- 1961 - 6e place
- 1960 -
- 1962 -
- 1963 -  8e place
- 1964 - 5e place
- 1965 - 6e place
- 1966 - 6e place
- 1967 - 5e place
- 1968 - 6e place
- 1969 - 6e place
- 1970 - 7e place (1re du groupe B)
- 1971 - 6e place
- 1972 - 8e place (2e du groupe B)
- 1973 - 8e place (2e du groupe B)
- 1974 - 7e place (1re du groupe B)
- 1975 - 6e place
- 1976 - 4e place
- 1977 - 6e place
- 1978 - 6e place
- 1979 - 7e place
- 1981 - 5e place
- 1982 - 8e place
- 1983 - 9e place (1re du groupe B)
- 1985 - 4e place
- 1986 - 6e place
- 1987 - 7e place
- 1989 - 6e place
- 1990 - 5e place
- 1991 - 4e place
- 1992 - 7e place
- 1993 - 6e place
- 1994 - 4e place
- 1995 - 6e place
- 1996 -
- 1997 - 6e place
- 1998 - 12e place
- 1999 - 6e place
- 2000 - 5e place
- 2001 - 4e place
- 2002 - 7e place
- 2003 - 13e place
- 2004 -
- 2005 - 6e place
- 2006 - 7e place
- 2007 - 5e place
- 2008 - 6e place
- 2009 - 4e place
- 2010 - 13e place
- 2011 - 8e place
- 2012 - 7e place
- 2013 -
- 2014 - 6e place
- 2015 -
- 2016 - 4e place
- 2017 - 5e place
- 2018 -
- 2019 - 7e place
- 2020 - Annulé en raison du coronavirus
- 2021 -
- 2022 - 4e place
- 2023 - 4e place
- 2024 - 5e place
- 2025 -

Note :  Promue ;  Reléguée

## Classement mondial
| Année     | Rang | Points | Progression |
| --------- | ---- | ------ | ----------- |
| 2003      | 7    | 3 330  |             |
| 2004      | 6    | 3 145  | +1          |
| 2005      | 6    | 2 865  | ±0          |
| Mai 2006  | 7    | 3 575  | -1          |
| 2007      | 7    | 3 375  | ±0          |
| 2008      | 6    | 3 105  | +1          |
| 2009      | 5    | 2 915  | +1          |
| Fév. 2010 | 5    | 3 825  | ±0          |
| Mai 2010  | 6    | 3 650  | -1          |
| 2011      | 6    | 3 340  | ±0          |
| 2012      | 7    | 3 065  | -1          |

| Année     | Rang | Points | Progression |
| --------- | ---- | ------ | ----------- |
| 2013      | 6    | 2 895  | +1          |
| Fév. 2014 | 6    | 3 705  | ±0          |
| Mai 2014  | 6    | 3 740  | ±0          |
| 2015      | 5    | 3 540  | +1          |
| 2016      | 4    | 3 290  | +1          |
| 2017      | 5    | 2 980  | -1          |
| Fev. 2018 | 6    | 3 725  | -1          |
| Mai 2018  | 4    | 3 765  | +2          |
| 2019      | 6    | 3 430  | -2          |
| 2020      | 6    | 3 140  | ±0          |
| 2021      | 4    | 2945   | +2          |

## Équipe junior moins de 20 ans

### Championnats du monde junior
Les États-Unis participe au Championnat du monde junior de hockey sur glace depuis sa création officielle en 1977. 
- 1977 - 7e place
- 1978 - 5e place
- 1979 - 6e place
- 1980 - 7e place
- 1981 - 6e place
- 1982 - 6e place
- 1983 - 5e place
- 1984 - 4e place
- 1985 - 6e place
- 1986 -
- 1987 - 4e place
- 1988 - 6e place
- 1989 - 7e place
- 1990 - 7e place
- 1991 - 4e place
- 1992 -
- 1993 - 4e place
- 1994 - 6e place
- 1995 - 5e place
- 1996 - 4e place
- 1997 -
- 1998 - 5e place
- 1999 - 8e place
- 2000 - 4e place
- 2001 - 5e place
- 2002 - 5e place
- 2003 - 4e place
- 2004 -
- 2005 - 4e place
- 2006 - 4e place
- 2007 -
- 2008 - 4e place
- 2009 - 5e place
- 2010 -
- 2011 -
- 2012 - 7e place
- 2013 -
- 2014 - 5e place
- 2015 - 5e place
- 2016 -
- 2017 -
- 2018 -
- 2019 -
- 2020 - 6e place
- 2021 -
- 2022 - 5e place
- 2023 -
- 2024 -
- 2025 -

## Équipe des moins de 18 ans

### Championnats du monde moins de 18 ans
L'équipe des moins de 18 ans participe dès la première édition.

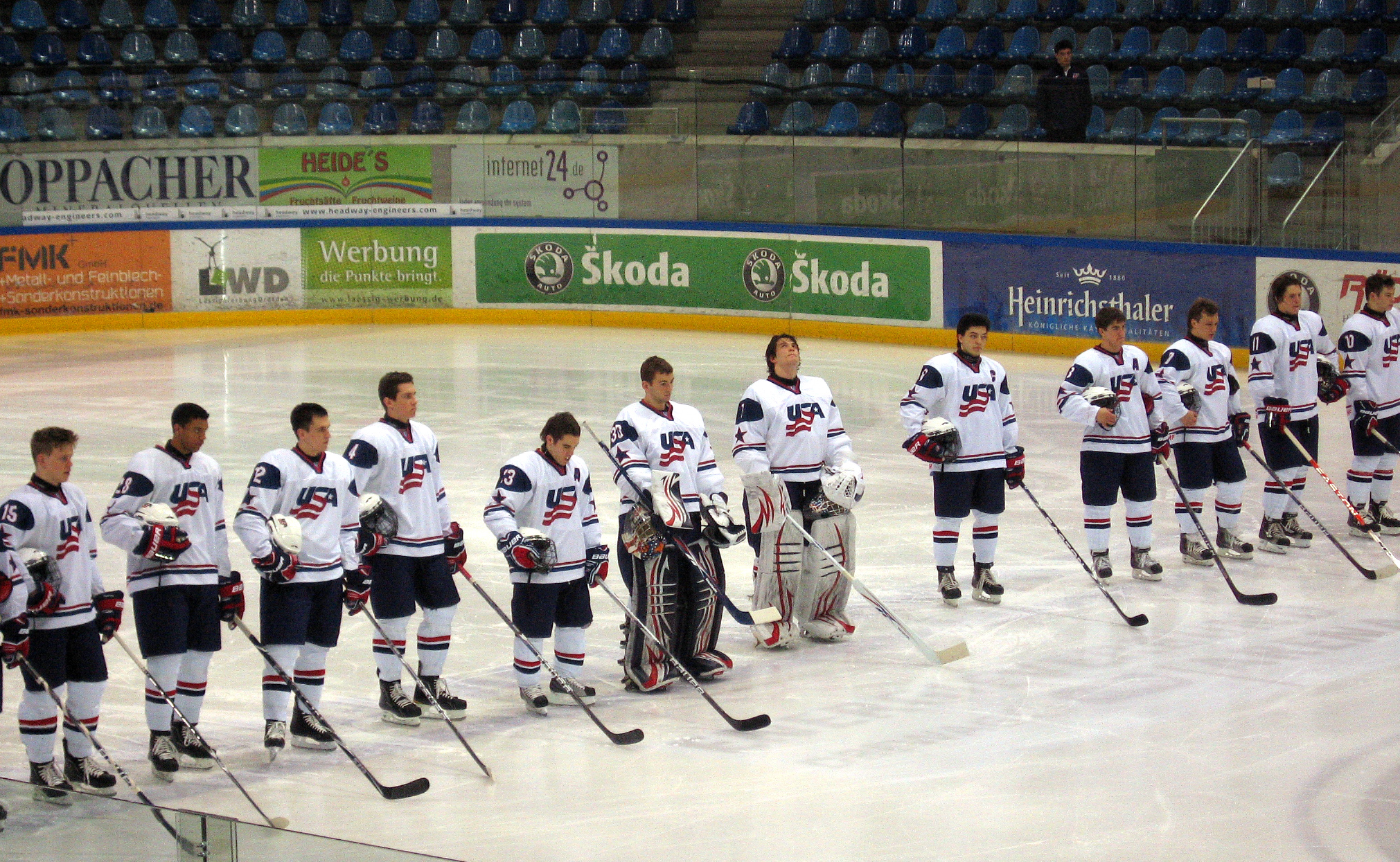
L'équipe des moins de 18 ans en 2011.

- 1999 - 7e place
- 2000 - 8e place
- 2001 - 6e place
- 2002 -
- 2003 - 4e place
- 2004 -
- 2005 -
- 2006 -
- 2007 -
- 2008 -
- 2009 -
- 2010 -
- 2011 -
- 2012 -
- 2013 -
- 2014 -
- 2015 -
- 2016 -
- 2017 -
- 2018 -
- 2019 -
- 2020 - Annulé (Covid-19)
- 2021 - 5e place
- 2022 -
- 2023 -
- 2024 -
- 2025 -